# Temporada 1983-84 de los Utah Jazz
La temporada 1983-84 fue la décima de los Jazz en la NBA, y la quinta en su ubicación en Salt Lake City, tras cinco temporadas en Nueva Orleans. La temporada regular acabó con 45 victorias y 37 derrotas, ocupando el segundo puesto de la Conferencia Oeste, clasificádose para los playoffs, en los que cayeron en semifinales de conferencia ante los Phoenix Suns.

## Elecciones en elDraft
| Ronda | Puesto | Jugador      | Posición  | Nacionalidad   | Universidad          |
| ----- | ------ | ------------ | --------- | -------------- | -------------------- |
| 1     | 7      | Thurl Bailey | Ala-Pívot | Estados Unidos | North Carolina State |
| 3     | 54     | Bob Hansen   | Escolta   | Estados Unidos | Iowa                 |

## Temporada regular
| División Atlántico  | División Atlántico | División Atlántico | División Atlántico | División Atlántico | División Atlántico | División Atlántico | División Atlántico | División Atlántico |
| Equipo              | G                  | P                  | %                  | PD                 | Casa               | Fuera              | Div                |                    |
| ------------------- | ------------------ | ------------------ | ------------------ | ------------------ | ------------------ | ------------------ | ------------------ | ------------------ |
| y-Utah Jazz         | 45                 | 37                 | .549               | –                  | 31–10              | 14–27              | 15–15              |                    |
| x-Dallas Mavericks  | 43                 | 39                 | .524               | 2                  | 31–10              | 12–29              | 19–11              |                    |
| x-Denver Nuggets    | 38                 | 44                 | .463               | 7                  | 27–14              | 11–30              | 16–14              |                    |
| x-Kansas City Kings | 38                 | 44                 | .463               | 7                  | 26–15              | 12–29              | 16–14              |                    |
| San Antonio Spurs   | 37                 | 45                 | .451               | 8                  | 28–13              | 9–32               | 14–16              |                    |
| Houston Rockets     | 29                 | 53                 | .354               | 16                 | 21–20              | 8–33               | 9–21               |                    |

## Playoffs

### Primera ronda
Utah Jazz vs. Denver Nuggets 
| Fecha       | Partido                           | Ciudad         |
| ----------- | --------------------------------- | -------------- |
| 17 de abril | Utah Jazz 123, Denver Nuggets 121 | Salt Lake City |
| 19 de abril | Utah Jazz 116, Denver Nuggets 132 | Salt Lake City |
| 22 de abril | Denver Nuggets 121, Utah Jazz 117 | Denver         |
| 24 de abril | Denver Nuggets 124, Utah Jazz 129 | Denver         |
| 26 de abril | Utah Jazz 127, Denver Nuggets 111 | Salt Lake City |
|             | Utah Jazz gana las series 3-2     |                |

### Semifinales de Conferencia
Utah Jazz vs. Phoenix Suns 
| Fecha       | Partido                          | Ciudad         |
| ----------- | -------------------------------- | -------------- |
| 29 de abril | Utah Jazz 105, Phoenix Suns 95   | Salt Lake City |
| 2 de mayo   | Utah Jazz 97, Phoenix Suns 102   | Salt Lake City |
| 4 de mayo   | Phoenix Suns 106, Utah Jazz 94   | Phoenix        |
| 6 de mayo   | Phoenix Suns 111, Utah Jazz 110  | Phoenix        |
| 8 de mayo   | Utah Jazz 118, Phoenix Suns 106  | Salt Lake City |
| 10 de mayo  | Phoenix Suns 102, Utah Jazz 82   | Phoenix        |
|             | Phoenix Suns gana las series 4-2 |                |

## Estadísticas
| Rk | Jugador          | Edad | P  | PT | MP   | TC   | TCI  | %TC  | T3  | T3I | %T3   | TL   | TLI  | %TL  | RO  | RD  | RT  | AS  | RB  | TAP | BP  | FP  | PTS  |
| -- | ---------------- | ---- | -- | -- | ---- | ---- | ---- | ---- | --- | --- | ----- | ---- | ---- | ---- | --- | --- | --- | --- | --- | --- | --- | --- | ---- |
| 1  | Adrian Dantley   | 28   | 79 | 79 | 37.8 | 10.2 | 18.2 | .558 | 0.0 | 0.1 | .250  | 10.3 | 12.0 | .859 | 2.3 | 3.4 | 5.7 | 3.9 | 0.8 | 0.1 | 3.3 | 2.5 | 30.6 |
| 2  | Rickey Green     | 29   | 81 | 81 | 34.2 | 5.4  | 11.2 | .486 | 0.0 | 0.2 | .118  | 2.4  | 2.9  | .821 | 0.7 | 2.1 | 2.8 | 9.2 | 2.7 | 0.2 | 2.1 | 1.9 | 13.2 |
| 3  | Darrell Griffith | 25   | 82 | 82 | 32.3 | 8.5  | 17.4 | .490 | 1.1 | 3.1 | .361  | 1.8  | 2.6  | .696 | 1.2 | 3.0 | 4.1 | 3.5 | 1.4 | 0.3 | 3.0 | 2.5 | 20.0 |
| 4  | Mark Eaton       | 27   | 82 | 78 | 26.1 | 2.4  | 5.1  | .466 | 0.0 | 0.0 | .000  | 0.9  | 1.5  | .593 | 1.8 | 5.5 | 7.3 | 1.4 | 0.3 | 4.3 | 1.2 | 3.7 | 5.6  |
| 5  | Thurl Bailey     | 22   | 81 | 54 | 24.8 | 3.7  | 7.3  | .512 | 0.0 | 0.0 |       | 1.1  | 1.4  | .752 | 1.4 | 4.3 | 5.7 | 1.6 | 0.5 | 1.5 | 1.3 | 2.4 | 8.5  |
| 6  | Rich Kelley      | 30   | 75 | 30 | 22.3 | 1.8  | 3.5  | .500 | 0.0 | 0.0 |       | 1.7  | 2.2  | .765 | 1.9 | 4.7 | 6.5 | 2.1 | 0.7 | 0.4 | 2.0 | 3.6 | 5.2  |
| 7  | John Drew        | 29   | 81 | 4  | 22.2 | 6.3  | 13.2 | .479 | 0.1 | 0.3 | .273  | 5.0  | 6.4  | .778 | 1.8 | 2.4 | 4.2 | 1.7 | 1.1 | 0.0 | 2.4 | 2.6 | 17.7 |
| 8  | Jeff Wilkins     | 28   | 81 | 1  | 21.4 | 3.1  | 6.4  | .479 | 0.0 | 0.0 | .000  | 1.7  | 2.2  | .736 | 1.3 | 4.3 | 5.6 | 0.9 | 0.3 | 0.5 | 1.3 | 2.5 | 7.8  |
| 9  | Jerry Eaves      | 24   | 80 | 1  | 12.9 | 1.7  | 3.7  | .451 | 0.0 | 0.1 | .000  | 1.2  | 1.7  | .697 | 0.4 | 0.7 | 1.1 | 2.5 | 0.4 | 0.1 | 1.2 | 1.1 | 4.5  |
| 10 | Bob Hansen       | 23   | 55 | 0  | 7.6  | 1.2  | 2.6  | .448 | 0.0 | 0.1 | .000  | 0.3  | 0.5  | .643 | 0.2 | 0.6 | 0.9 | 0.8 | 0.3 | 0.1 | 0.6 | 1.1 | 2.7  |
| 11 | Tom Boswell      | 30   | 38 | 0  | 6.9  | 0.7  | 1.4  | .538 | 0.0 | 0.0 | 1.000 | 0.4  | 0.6  | .762 | 0.7 | 0.9 | 1.7 | 0.4 | 0.2 | 0.0 | 0.3 | 1.5 | 1.9  |
| 12 | J.J. Anderson    | 23   | 48 | 0  | 6.5  | 1.1  | 2.7  | .423 | 0.0 | 0.1 | .000  | 0.3  | 0.6  | .414 | 0.8 | 0.5 | 1.3 | 0.5 | 0.3 | 0.2 | 0.4 | 0.6 | 2.5  |

## Galardones y récords
| Jugador        | Galardón                                                 |
| Frank Layden   | Entrenador del Año de la NBA                             |
| Adrian Dantley | 2.º Mejor quinteto de la NBA Líder de anotación All-Star |
| Thurl Bailey   | Mejor quinteto de rookies de la NBA                      |
| Rickey Green   | All-Star                                                 |